# Karel Václav Rais
Karel Václav Rais (ur. 4 stycznia 1859 w Lázně Bělohrad, zm. 8 lipca 1926 w Pradze) – czeski pisarz, przedstawiciel realizmu. 
Ukończył studium nauczycielskie w Jiczynie. Potem pracował jako pedagog i dyrektor szkoły dla dziewcząt. Pozostawał pod wpływem Jana Nerudy i Svatopluka Čecha. Początkowo pisał umoralniające utwory dla młodzieży. w latach dziewięćdziesiątych XIX wieku zaczął tworzyć realistyczne opowiadania z życia morawskich chłopów. Do jego najbardziej znanych książek należy utwór Rodiče a děti (Rodzice i dzieci, 1893). Od roku 1902 do roku 1926 współredagował czasopismo Zvon. Został pochowany na cmentarzu na Vinohradach w Pradze.